# Liste der Kulturdenkmale in Berlin-Niederschöneweide

Lage von Niederschöneweide in Berlin

In der Liste der Kulturdenkmale von Niederschöneweide sind die Kulturdenkmale des Berliner Ortsteils Niederschöneweide im Bezirk Treptow-Köpenick aufgeführt.

## Denkmalbereiche (Gesamtanlagen)
| Nr.      | Lage                                                                 | Offizielle Bezeichnung                        | Beschreibung | Bild                                                                 |
| -------- | -------------------------------------------------------------------- | --------------------------------------------- | --- | -------------------------------------------------------------------- |
| 09045287 | Adlergestell 133/149 (Lage)                                          | S-Bahn-Ausbesserungswerk Niederschöneweide    | Werkhalle, 1926–1932 von Fritz Hane                                                                                               |                                                                      |
| 09045287 | Adlergestell 133/149 (Lage)                                          | S-Bahn-Ausbesserungswerk Niederschöneweide    | Verwaltungsgebäude, Pförtnerhaus, Wohnhaus, 1926–1932 von Fritz Hane                                                              |                                                                      |
| 09045287 | Adlergestell 133/149 (Lage)                                          | S-Bahn-Ausbesserungswerk Niederschöneweide    | Kameradschaftshaus, 1938–1939 von Eger und Gräber                                                                                 |                                                                      |
| 09045287 | Adlergestell 133/149 (Lage)                                          | S-Bahn-Ausbesserungswerk Niederschöneweide    | Berufsschule, 1951–1952 von Günter Worlitzsch                                                                                     |                                                                      |
| 09045213 | Britzer Straße 5 Köllnische Straße 1–17 Rudower Straße (Lage)        | Fremdarbeiterlager                            | ab 1943 von Hans Freese; heute Dokumentationszentrum NS-Zwangsarbeit                                                              | ab 1943 von Hans Freese; heute Dokumentationszentrum NS-Zwangsarbeit |
| 09045213 | Britzer Straße 5 Köllnische Straße 1–17 Rudower Straße (Lage)        | Fremdarbeiterlager                            | Wirtschafts- und Verwaltungsgebäude                                                                                               |                                                                      |
| 09045213 | Britzer Straße 5 Köllnische Straße 1–17 Rudower Straße (Lage)        | Fremdarbeiterlager                            | 7 Baracken |                                                                      |
| 09045213 | Britzer Straße 5 Köllnische Straße 1–17 Rudower Straße (Lage)        | Fremdarbeiterlager                            | 4 Unterkunftsgebäude |                                                                      |
| 09045213 | Britzer Straße 5 Köllnische Straße 1–17 Rudower Straße (Lage)        | Denkmalverlust: Teile des Fremdarbeiterlagers | 2001, Abriss von Baracken für Autohaus; 2006 weiterer Abriss von Baracken, Kamin und Teilabriss Verwaltungsgebäude für Parkplätze |                                                                      |
| 09045278 | Bruno-Bürgel-Weg 9–11 (Lage)                                         | Textilverarbeitungsfabrik                     | Werkhalle, 1897 von Robert Buntzel                                                                                                |                                                                      |
| 09045278 | Bruno-Bürgel-Weg 9–11 (Lage)                                         | Textilverarbeitungsfabrik                     | Wasserturm, 1897 von Robert Buntzel                                                                                               |                                                                      |
| 09045214 | Hainstraße 1–56 Britzer Straße 10–12 Hasselwerderstraße 13–15 (Lage) | Spreesiedlung, Wohnanlage mit Gartenhöfen     | 1928–1932 von Mebes & Emmerich, bestehend aus 8 Einheiten                                                                         | Nordblick                                                            |
| 09045261 | Landfliegerstraße Adlergestell (Lage)                                | Bahnbetriebswerk Schöneweide                  | Lokschuppen, 1902–1906 |                                                                      |
| 09045261 | Landfliegerstraße Adlergestell (Lage)                                | Bahnbetriebswerk Schöneweide                  | Wasserturm, 1902–1906 |                                                                      |
| 09045261 | Landfliegerstraße Adlergestell (Lage)                                | Bahnbetriebswerk Schöneweide                  | Übernachtungsgebäude, 1902–1906                                                                                                   |                                                                      |
| 09045261 | Landfliegerstraße Adlergestell (Lage)                                | Bahnbetriebswerk Schöneweide                  | Dienstgebäude, 1902–1906 |                                                                      |
| 09045209 | S- und Fernbahnhof Schöneweide Cajamarcaplatz 1 (Lage)               | S- und Fernbahnhof Schöneweide                | Das Bahnhofshauptgebäude wurde am 24. Mai 1868 an der Görlitzer Bahn eingerichtet, Umbau 1972–1973, und 1994–1995                 |                                                                      |
| 09045209 | S- und Fernbahnhof Schöneweide Cajamarcaplatz 1 (Lage)               | S- und Fernbahnhof Schöneweide                | Bahnsteige und Verbindungstunnel, 1902–1906 nach Aufschüttung des Bahndamms                                                       |                                                                      |
| 09045209 | S- und Fernbahnhof Schöneweide Cajamarcaplatz 1 (Lage)               | S- und Fernbahnhof Schöneweide                | Stellwerk, 1906 |                                                                      |
| 09045209 | S- und Fernbahnhof Schöneweide Cajamarcaplatz 1 (Lage)               | Denkmalverlust: Güterbahnhof                  | 2001 Güterschuppen und Dienstgebäude abgerissen für Einkaufszentrum                                                               |                                                                      |
| 09045280 | Schnellerstraße 137 (Lage)                                           | Borussia-Brauerei                             | Beamtenwohnhaus und Verwaltungsgebäude, 1882 und 1888 von Robert Buntzel                                                          |                                                                      |
| 09045280 | Schnellerstraße 137 (Lage)                                           | Borussia-Brauerei                             | Flaschenlagergebäude und Einfassungsmauer, 1901 von H. O. Obrikat                                                                 |                                                                      |
| 09045280 | Schnellerstraße 137 (Lage)                                           | Borussia-Brauerei                             | Pichlhalle, Eichraum, Fassfabrik und Fassholzlager, 1902 von H. O. Obrikat                                                        |                                                                      |
| 09045280 | Schnellerstraße 137 (Lage)                                           | Borussia-Brauerei                             | Sudhaus und Maschinenhaus, 1906 von H. O. Obrikat                                                                                 |                                                                      |
| 09045280 | Schnellerstraße 137 (Lage)                                           | Borussia-Brauerei                             | Neue Sudhalle, 1969 |                                                                      |
| 09045280 | Schnellerstraße 137 (Lage)                                           | Borussia-Brauerei                             | Flaschenbier-Abziehanlage, Hopfenlagerraum, Gär- und Lagerkeller, vor 1894 mit Lagergebäude, 1920 und Bierlager mit Turm, 1928    |                                                                      |
| 09045280 | Schnellerstraße 137 (Lage)                                           | Borussia-Brauerei                             | Flaschenbierkeller mit Verladestation, 1914 von E. Holland mit Pferdestall und Wasserturm von 1910                                |                                                                      |
| 09045280 | Schnellerstraße 137 (Lage)                                           | Borussia-Brauerei                             | Werkstattgebäude und Wohngebäude, 1927                                                                                            |                                                                      |
| 09045280 | Schnellerstraße 137 (Lage)                                           | Borussia-Brauerei                             | Reste eines Biergartens mit Grottengarten, 1882                                                                                   |                                                                      |

## Baudenkmale
| Nr.      | Lage                                                 | Offizielle Bezeichnung                              | Beschreibung                                                                           | Bild      |
| -------- | ---------------------------------------------------- | --------------------------------------------------- | -------------------------------------------------------------------------------------- | --------- |
| 09045210 | Britzer Straße (Lage)                                | Ev. Friedenskirche                                  | 1928–1930 von Fritz Schupp und Martin Kremmer, Wiederaufbau 1951–1952 von Herbert Erbs | Westseite |
| 09045211 | Britzer Straße 16 (Lage)                             | Mietshaus                                           | 1908–1909 von Carl Siebert                                                             |           |
| 09045212 | Britzer Straße 17 (Lage)                             | Mietshaus                                           | 1908–1909 von Carl Siebert                                                             |           |
| 09045216 | Fennstraße 5–6 (Lage)                                | Verwaltungsgebäude der Allgemeinen Ortskrankenkasse | 1929–1930 von Kurt Vogeler und Otto Risse                                              | Südblick  |
| 09045215 | Fennstraße 9–11 (Lage)                               | Postamt                                             | 1924–1927 von Willy Hoffmann                                                           |           |
| 09045215 | Fennstraße 9–11 (Lage)                               | Postamt                                             | Hofgebäude, 1924–1927 von Willy Hoffmann                                               |           |
| 09045283 | Michael-Brückner-Straße 1 (Niederschöneweide) (Lage) | Gemeindeamt                                         | 1888 von Robert Buntzel                                                                |           |
| 09045283 | Michael-Brückner-Straße 1 (Niederschöneweide) (Lage) | Schulhaus                                           | einstöckiger Bau von 1883, Umbau 1997                                                  |           |
| 09097749 | Michael-Brückner-Straße 9 (Lage)                     | Feuerwache                                          | 1907–1908 von Karl Alfred Herrmann                                                     |           |
| 09097749 | Michael-Brückner-Straße 9 (Lage)                     | Feuerwache                                          | Wagenhalle, 1907–1908 von Karl Alfred Herrmann                                         |           |
| 09097747 | Michael-Brückner-Straße 10 (Lage)                    | Abwasserpumpwerk                                    | Pumpenwärterhäuschen, 1905                                                             |           |
| 09097747 | Michael-Brückner-Straße 10 (Lage)                    | Abwasserpumpwerk                                    | Maschinenhaus, um 1920                                                                 |           |
| 09045252 | Schnellerstraße 31 Hasselwerderstraße 1–2 (Lage)     | Gemeindeschule Niederschöneweide mit Turnhalle      | Gemeindeschule, 1898–1899 von Paul Egeling                                             |           |
| 09045217 | Schnellerstraße 40 (Lage)                            | Mietshaus                                           | 1905–1906 von Carl Siebert                                                             |           |